# Deadman Islands
Deadman Islands är öar i Kanada.   De ligger i territoriet Nunavut, i den centrala delen av landet, 3 300 km nordväst om huvudstaden Ottawa. Arean är 1,3 kvadratkilometer.
Terrängen på Deadman Islands är mycket platt. Öns högsta punkt är 31 meter över havet. Den sträcker sig 1,7 kilometer i nord-sydlig riktning, och 1,1 kilometer i öst-västlig riktning.